# Sony Cyber-shot DSC-HX400V
HX300V
Le Sony Cyber-shot HX400V est un appareil photographique numérique de type bridge commercialisé par Sony à partir de 2014.

## Description
Après avoir sorti l'appareil photographique numérique Sony Cyber-shot DSC-HX300V, Sony sort en 2014 le bridge Sony Cyber-shot DSC-HX400V.